# Élection de Miss Prestige national 2017
L’élection de Miss Prestige national 2017 est la 7e élection de Miss  Prestige national, qui s'est déroulée le 14 janvier 2017 au Music-Hall de L'Ange Bleu à Gauriaguet, près de Bordeaux. 
C'est la première année de présidence d'honneur de Christiane Lillio, Miss France 1968 au sein du Comité Miss Prestige national dont elle succède au départ de Geneviève de Fontenay en 2016.
C'est la première fois que cette élection se tient à Gauriaguet et la première fois dans la région Nouvelle-Aquitaine. 
La gagnante, Cécile Bègue, Miss Prestige Réunion, succède à Émilie Secret, Miss Prestige national 2016.

## Classement final
| Titre                       | Candidates |
| --------------------------- | --- |
| Miss Prestige national 2017 | - Miss Prestige Réunion - Cécile Bègue |
| 1re dauphine                | - Miss Prestige Poitou-Charentes - Delphine Laffargue |
| 2e dauphine                 | - Miss Prestige Rhône-Alpes - Laurine Rolly |
| 3e dauphine                 | - Miss Prestige Artois-Cambrésis - Félicie Bouthemy |
| 4e dauphine                 | - Miss Prestige Paris Île-de-France - Margot Coyette |
| Top 12                      | - Miss Prestige Aquitaine - Constance Desmaison - Miss Prestige Auvergne Pays-du-Velay - Justine Couturier - Miss Prestige Bourgogne - Aline Jessaume - Miss Prestige Bretagne - Amandine Roset - Miss Prestige Loire-Forez - Émilie Garde - Miss Prestige Pays de l'Ain - Estelle Sallerin - Miss Prestige Pays de Loire - Camille Lambert |

## Candidates
| Région                               | Nom                   | Âge    | Taille | Résidence             | Élue le                                       |
| ------------------------------------ | --------------------- | ------ | ------ | --------------------- | --------------------------------------------- |
| Miss Prestige Alsace                 | Marine Stocky         | 18 ans | 1,74 m | Baltzenheim           | 8 octobre 2016 à Sundhouse                    |
| Miss Prestige Aquitaine              | Constance Desmaison   | 21 ans | 1,75 m | Biron                 | 12 novembre 2016 à Artigues                   |
| Miss Prestige Artois-Cambrésis       | Félicie Bouthemy      | 20 ans | 1,77 m | Beauvois-en-Cambrésis | 9 décembre 2016 à Lieu-Saint-Amand            |
| Miss Prestige Auvergne Pays du Velay | Justine Couturier     | 20 ans | 1,70m  | Riom                  | 21 novembre 2016 à Riom                       |
| Miss Prestige Bourgogne              | Aline Jessaume        | 23 ans |        | Charrecey             | 29 octobre 2016 à Poligny                     |
| Miss Prestige Bretagne               | Amandine Roset        | 23 ans | 1,72 m | Vannes                | 3 décembre 2016 à Nantes                      |
| Miss Prestige Champagne-Ardenne      | Océane Provin         | 18 ans | 1,70 m | Troyes                | 2 décembre 2016 à Amnéville                   |
| Miss Prestige Côte d'Azur            | Florine Bigot         | 19 ans | 1,78 m | Mandelieu-la-Napoule  | 20 décembre 2016 à Nice                       |
| Miss Prestige Franche-Comté          | Maéva Pauvret Baiocco | 21 ans |        | Dole                  | 29 octobre 2016 à Poligny                     |
| Miss Prestige Gascogne               | Taïna Baillot         | 20 ans |        | Elusa                 | 22 octobre 2016 à Nogaro                      |
| Miss Prestige Hainaut-Val de Sambre  | Jordanne Bontemps     | 22 ans | 1,70 m | Fourmies              | 8 octobre 2016 à Saint-Genou                  |
| Miss Prestige Languedoc              | Emma Lacuve           | 19 ans |        | Villegly              | 22 octobre 2016 à La Grande-Motte             |
| Miss Prestige Limousin               | Coralie Bourbon       | 21 ans | 1,72 m | Limoges               | 26 décembre 2016 à Limoges                    |
| Miss Prestige Loire Forez            | Emilie Garde          | 18 ans |        | Roche-la-Molière      | 1er octobre 2016 à Saint-Étienne              |
| Miss Prestige Lorraine               | Valentine Jacques     | 20 ans | 1,75 m | Hoste                 | 2 décembre 2016 à Amnéville                   |
| Miss Prestige Midi-Pyrénées          | Alisea Raphanel       | 22 ans |        | Figeac                | 2 décembre 2016 à Fronton                     |
| Miss Prestige Normandie              | Pauline Churaut       | 23 ans | 1,78 m | Rouen                 | 20 décembre 2016 à Rouen                      |
| Miss Prestige Paris-Île-de-France    | Margot Coyette        | 23 ans | 1,77 m | Aubervilliers         | 18 décembre 2016 à Paris                      |
| Miss Prestige Pays de l'Ain          | Estelle Sallerin      | 21 ans | 1,71 m | Dagneux               | 22 décembre 2016 à Ambutrix                   |
| Miss Prestige Pays de Loire          | Camille Lambert       | 22 ans | 1,71 m | Angers                | 10 décembre 2016 à Lude                       |
| Miss Prestige Pays de Savoie         | Sandy Fontaine        | 21 ans | 1,70 m | La Biolle             | 18 novembre 2016 à Bonneville                 |
| Miss Prestige Picardie               | Gaëlle Chateauroux    | 20 ans | 1,72 m | Compiègne             | 17 décembre 2016 à Saint-Quentin              |
| Miss Prestige Poitou-Charentes       | Delphine Laffargue    | 24 ans | 1,73 m | Saint-Hippolyte       | 12 novembre 2016 à Royan                      |
| Miss Prestige Provence               | Marianne Richaud      | 18 ans | 1,78 m | Volx                  | 20 décembre 2016 à Hyères                     |
| Miss Prestige Réunion                | Cécile Bègue          | 20 ans | 1,72 m | Saint-Pierre          | 13 septembre 2016 à Piton Saint-Leu           |
| Miss Prestige Rhône-Alpes            | Laurine Rolly         | 20 ans |        | Bilieu                | 27 novembre 2016 à Saint-Quentin-Fallavier    |
| Miss Prestige Roussillon             | Ilona Philippe        | 18 ans |        | Sainte-Marie-la-Mer   | 9 octobre 2016 à Saint-Laurent-de-la-Salanque |

## Déroulement de la cérémonie
La cérémonie est présentée par Bernard Montiel pour la deuxième fois, après l’élection de Miss Prestige national 2014 puis celle de 2017. L’élection est retransmise sur 18 chaînes locales et régionales.

## Jury
Le jury complet est composé de huit personnalités:
| Membre                                 | Notes                             |
| -------------------------------------- | --------------------------------- |
| Claudia Cardinale (Présidente du jury) | Actrice internationale            |
| Bruno Putzulu                          | Comédien                          |
| Anaïs Delva                            | Chanteuse et comédienne française |
| Pascal Bataille                        | Animateur et producteur TV        |
| Balbina D’Almeida                      | Miss Togo 2016                    |
| Claude Somarriba                       | Chanteur du Collectif Métissé     |
| Lassina Diabaté                        | Joueur de football                |
| Chris Anderson                         | Chanteur                          |

## Retransmission télévisée
- Alsace: Alsace 20
- Île-de-France: IDF1
- Loire: TL7
- Nouvelle-Aquitaine: TV7 Bordeaux
- Pays de la Loire: Le Mans Télévision

## Observations